# Thibaudia falconensis
Thibaudia falconensis är en ljungväxtart som beskrevs av J.L. Luteyn och M.L. Lebron-luteyn. Thibaudia falconensis ingår i släktet Thibaudia och familjen ljungväxter. Inga underarter finns listade i Catalogue of Life.